# Латвийский женский корпус помощи
Латвийский женский корпус помощи (латыш. Sieviešu palīdzības korpuss) — сформированный во время Борьбы за независимость Латвии женский корпус помощи военному контингенту.

## Создание корпуса
22 сентября 1919 года Карлис Улманис подписывает указ о создании Латвийского женского корпуса помощи наподобие United Kingdom’s Women’s Defense Relief Corps. Предпосылкой к созданию Латвийского женского корпуса помощи была мобилизация как можно большего количества человеческого ресурса. Создание Женского корпуса помощи совпало со временем, когда женщины хотели занимать всё большую роль в обществе и внести свой вклад в Борьбу за независимость Латвии. Первым командиром Женского корпуса помощи был назначен Артур Галиндомс. С 22 сентября по 6 октября было проведено пять заседаний, где были обсуждены вопросы организации Женского корпуса помощи. Главная задача состояла в регулярной добровольной поддержке армии. Женский корпус помощи работал на основе военных принципов — соблюдение дисциплины, лояльность к латвийской власти, подчинение приказам начальников и т. д. Изначально планировалось сотрудничество с военными и государственными структурами.

## Комплектация персоналом
Для привлечения участниц в Женский корпус помощи была создана редакционная комиссия, куда вошли такие известные женщины, как Анна Мейеровиц (первая жена Зигфрид Анны Мейеровиц), Юстине Чаксте (жена Яниса Чаксте) и писательница Анна Румане. Были опубликованы различного рода объявления и листовки с призывом вступать в ряды Женского корпуса помощи. Изначально в Женский корпус помощи можно было записаться на Лазеретас 2, где дежурило семь известных женщин Корпуса. То, что информация о Женском корпусе помощи передавалась главным образом в устной форме через знакомых, а не через газеты, вызывало малый приток новых членов. На 1919 год в Рижских списках Женского корпуса помощи числилась 491 участница. Всего в Женского корпуса помощи числилось около 2000 участниц. Участницы Корпуса были из различных слоёв населения и различных профессий. 22 мая 1920 года Женский корпус помощи постановил, что членом может стать любая гражданка Латвии без религиозного и национального различия. Средний возраст участников Женского корпуса помощи составлял 26,8 лет.

## Бюджет
Главным источником финансирования Женского корпуса помощи были членские взносы, пожертвования, доход от различного рода мероприятий, доход от имущества, займов, и различного рода частные и государственные ресурсы (в том числе и иностранные). Средства хранились в Государственной канцелярии Латвии. В сентябре 1919 года Женский корпус помощи собрал 190 латвийских рублей, а всего за 1919 год было собрано 665 латвийских рублей. Большую часть бюджета организации составляли пожертвования. Участницы корпуса вспоминали: 

«Никогда Латвия не переживала столь большой восторг жертвования, как во время борьбы за независимость»— Sieviešu Palīdzības korpuss izsaka pateicību. Jaunākās Ziņas. 1919. Nr. 123. от 22.10.1919; 2. стр.
. Главным образом пожертвования собирались от публикаций объявлений в газетах и журналах, на различных мероприятиях. Также осуществлялся сбор материальных ценностей, таких как одежда, продукты и т. д. Пожертвования приходили также и из-за границы, в особенности от латышей, проживающих за рубежом. C 27 сентября по 10 октября 1919 года поступило первое пожертвование из США в размере 2000 комплектов белья и одежды. До 1 января 1920 года было собрано всего 96 629 латвийских рублей.
Большую часть расходов Женского корпуса помощи составляла работа по организации помощи военнослужащим. На средства Женского корпуса помощи организовывались обеды для военнослужащих, посылались пожертвования на фронт, военным больницам, армейскому управлению и нуждающимся, а также
расходовались средства для финансирования иных отраслей корпуса и отделов.
Активнее всего число отделов Женского корпуса помощи росло в ноябре 1919 года, было создано более 50 отделов. Всего за 1919 год было создано 92 сельских отдела.

## Отделения
В связи с началом боевых действий Женский корпус помощи не успел принять статуты. До принятие статутов 26 мая 1919 года Женский корпус помощи подчинялся военным организациям, а централизованную работу проводил один человек — командир Голиндомс.
По причине военных действий и нехватки добровольцев в конце 1919 года было закрыто 7 отделений. Например, были закрыты отделения Катлакална, Крустпилс, Мазстраупес, Огрское отделение и отделение Ваидавас. При этом всё время решались вопросы по организации новых отделений.
Вне Риги Женский корпус помощи сумел открыть 4 отделения, которые объединялись по территориальному принципу. В задачи также входило открытие 2 отделений за границей. 22 ноября 1919 года было открыто отделение в Хельсинки, а уже 10 декабря с начальницей А. Виейтнере и 10 работницами было открыто отделение в Таллине. Особую заслугу в открытие зарубежных отделений сыграла Кристина Бакмане (вторая супруга З. А. Мейеровица). Для координации различного рода отделений был учреждён Центр (бюро) Женского корпуса помощи, который находился в прямом подчинение командира. В центр посылалась вся документация, отчёты по кассе, отчёты деятельности и т. д. Центр координировал работу и заседания Корпуса во время военного положения. Во время военного положения Центр высылал все приказы. 2 декабря 1919 года на заседании Центра было решено разделить деятельность Женского корпуса помощи на две большие группы — на Рижскую отрасль и отделения вне Риги. Руководителем Рижского отделения была назначена Берта Ашмане, руководителем второго отделения — Ольга Знотиня. В таком виде Корпус просуществовал весь период борьбы за независимость.

## Военная ситуация

### Снабжение
Военная обстановка способствовала ускоренной организации по снабжению латвийской армии. Первоначальными задания Женского корпуса помощи была организация точек питания для солдат и организация чайных вблизи от фронта, обеспечение фронта продуктами, снабжение военных больниц бельём и одеждой. Этой отраслью занималась главным образом Юстине Чаксте
8 октября 1919 года был открыт первый пункт питания для солдат на улице Романова (современная улица Лачплеша в Риге), 25. В пункте питания было задействовано около 180 работников Женского корпуса помощи. Одна смена работницы пункта питания длилась 8 часов. В кафе солдатам бесплатно выдавался чай, кофе и бутерброды. Иногда также выдавались табак, папиросы и мыло. В кафе также был организован стол с прессой, где солдаты могли почитать местные газеты. Иногда кафе выполняли и дополнительные поручения. Также выполнялась помощь в больницах, был организован контроль выдачи продуктов, готовка и другие обязанности по пунктам лечения.

### Отдел Литературы и творчества
С ноября в больницах начало работать отделение Литературы и творчества Женского корпуса помощи. Женский корпус помощи выдавал по 150 экземпляров книг в качестве абонемента и 50 бесплатных газет. Участницы Женского корпуса помощи проводили концерты, в которых принимали участие известные художники, такие как Бирута Скуйениеце, Тия Банга, Алексис Миерлаукс и другие. Участницы Корпуса также помогали по уходу за больными и уборкой помещений. Всего в больницах работали около 250 работниц Корпуса.

### Отдел белья
В начале октября 1919 года начал работу Отдел белья Женского корпуса помощи. Руководителем отдела была назначена Йоханна Реинхарда. Активно принимали участие в этой отрасли такие женщины, как Марта Петрова, Мария Голта, Киркума, Х. Рушкевича и М. Калниня. Отдел выполнял переработку использованных материалов для белья и одежды. Материалы главным образом получали из армейского Хозяйственного управления и от пожертвований. Большое количество белья было изготовлено из американских мешков для муки.

### Отдел по организации похорон военнослужащих
Отдел по организации похорон военнослужащих начал работу 24 октября 1919 года под управлением Милды Слеикшас (Mildas Sleikšas). Изначально в отделе работало 10 сотрудниц, но уже в ноябре количество работниц увеличилось до 14. Отдел занимался составлением списком умерших солдат в больницах, декорированием каплиц и так далее. Первые похороны с участием Женского корпуса помощи прошли 26 октября на Братском кладбище. Было похоронено 90 солдат. Всего за октябрь-декабрь было организовано 10 похорон и похоронено 277 солдат.

### Библиотека
Заведующей Библиотечным отделом была назначена Х. Каире (H. Kaire). В библиотеке работали 24 участницы Женского корпуса помощи, в основном студентки. Главная задача отдела была в организации передвижных библиотек.

### Социальный отдел
Социальный отдел был создан вне рамок изначальных целей Корпуса — помощь армии. Главным образом Социальный отдел занимался помощью малоимущему населению страны. Женскому корпусу помощи помогал Американский Красный Крест, предложивший прислать различные вещи.

### Отдел спорта
Отдел спорта был открыт 16 декабря под управлением Милды Кемпеле (латыш. Milda Ķempele) после окончания активных боевых действий в Риге. Изначально в отделе работало 15 участниц Женского корпуса помощи, но позднее их количество увеличилось до 30.
Целью отдела было поддержание спортивного и здорового образа жизни военнослужащих, который был бы не только полезен, но также и способствовал бы физической подготовленности солдат, таким образом повышая боеготовность.

## Подвиг Элзы Жиглевиц
10 октября 1919 года, невзирая на интенсивный артиллерийский обстрел, Элза Жиглевиц доставляла еду солдатам на позициях Даугавмалы и была тяжело ранена. В результате ранения потеряла ногу. Умерла в больнице 29 октября 1919 году. Была похоронена с военными почестями на Большом кладбище. В 1928 году была посмертно награждена орденом Лачплесиса (одна из трёх женщин, удостоенных этого ордена — высшей военной награды Латвии).

## Золотой фонд
Золотой фонд Центра был открыт 5 ноября 1919 года по инициативе писательницы Иванды Кайи. 5 ноября 1919 года в газете Latvijas Sargs Иванда Кайя писала: 

«Женщины Латвии! — Скажите честно: сколько из своих золотых безделушек вы будете готовы отдать, когда у вас потребуют, для блага родины? Когда ваши мужчины отдают свою жизнь за свободу народа и землю наших отцов? Или вы будете, как землевладельцы, закапывать богатство в горшках и бить себя в грудь: тяжёлые времена, ах мы бедные крестьяне!» «Отдайте государству своё золото, и драгоценные камни, и серебряные изделия, которые стыдливо прячете. Отдайте всё без остатка! Если Латвия выстоит, тогда вам как равноправным гражданам вернут всё назад с избытком в солнечные дни; если не выстоит — тогда вы, как рабы иных народов, посыпьте голову пеплом и склонитесь в тихих причитаниях. И для чего тогда вам уже золото, для чего старинное величие? Отдайте не раздумывая всё своё золото, пусть Латвия гордится Золотым фондом своих женщин».— Kaija, I. Latvju sievietes! Latvijas Sargs. — 1919. — Nr.181. — 5.nov. — 4.lpp
На призыв откликнулось Рижское латышское общество, руководство Корпуса женской помощи, писательница Анна Бригадере и Юстина Чаксте. Руководство Корпуса женской помощи поручило им управление Золотым фондом. Фонд действовал при полной поддержке правительства, хотя формально не был с ним связан. Государство обеспечивало охрану пожертвованных драгоценных металлов. Помещения Женского золотого фонда находились на улице Александра Невского, 17 (современный угол улиц Блауманя и Марияс).
В Золотой фонд несли серебряные вазы и кубки, золотые цепочки, оправы очков, серьги, кольца, ордена и медали. Чаще всего жертвовали золотые обручальные кольца. Жертвовали не только женщины, но и мужчины. Газета Latvijas Sargs писала: 

«Пожертвования различны. Много памятного, различные монеты, серебряные жетоны. Мирдза Р. принесла царский золотой орден отца. В числе первых жертвователей — молодая девушка, в первое утро принёсшая красивую большую серебряную сумочку…»
 К концу года поток женских пожертвований иссяк.
20 марта 1920 года Кабинет министров Латвии издал распоряжение о создании Государственного золотого фонда, который объединил средства, собранные Латвийским женским корпусом помощи. В фонде находились четыре миллиона царских рублей, 157,4 килограмма чистого золота, 5040 килограммов серебра, 95,5 грамма платины, на 128 каратов бриллиантов. Часть этих средств была использована для эмиссии первой валюты независимой Латвии — латвийских рублей.
Когда в ноябре 1922 года был основан Банк Латвии, собранные народом драгоценности перенесли туда в 99 ящиках, шести чемоданах, трёх корзинах и одном мешочке. Драгоценные металлы вместе с золотом, закупленным министерством финансов, переплавили в слитки и отдали на хранение в Английский банк.